# Южное Восозеро
Южное Восозеро — пресноводное озеро на территории Кондопожского городского поселения Кондопожского района Республики Карелии.

## Общие сведения
Площадь озера — 1,9 км². Располагается на высоте 52,4 метров над уровнем моря.
Форма озера продолговатая: оно почти на четыре километра вытянуто с северо-запада на юго-восток. Берега каменисто-песчаные, преимущественно возвышенные.
Из северо-западной оконечности озера вытекает безымянный водоток, впадающий с левого берега в реку Суну.
Ближе к северо-западной оконечности озера расположено не менее трёх небольших безымянных островов.
Вдоль северо-восточного берега озера проходит просёлочная дорога.
К востоку от озера располагается посёлок при станции Заделье, а также одноимённая железнодорожная станция.
Код объекта в государственном водном реестре — 01040100211102000018255.